# Tellamendi
El Tellamendi o Belamendi es una montaña de 835 metros de altitud perteneciente a los Montes Vascos. Está situado entre Álava y Vizcaya en el País Vasco (España).
Está situado en las peñas de Arangio o Etxaguen sobre la cuenca del río Deva a su parte sur y la del Ibaizabal en su parte norte. Su cumbre está coronada por una gran cruz metálica que lo hace visible, e identificable, desde muy lejos. 

## Descripción
Es una cumbre herbosa que forma parte del cordal que separa el valle de Aramayona y el de Arrazola. Este cordal, que parte del collado Zabalandi a los pies del Amboto, llega hasta la otra mole calcárea que forma el Udalaitz pasando por el Besaide punto en el que se unen las tres provincias que constituyen el País Vasco.
El nombre de Tellamendi puede traducirse como monte de la teja y el otro apelativo que tiene, el de Belamendi como monte del cuervo. Se halla situado a las puertas del Parque natural de Urkiola es forma parte de una amplia zona poco influenciada por la mano del hombre en a que se ha mantenido, en buena medida, la vegetación autóctona, lo que no quita que haya algunas plantaciones destinadas a la explotación forestal.
En la guerra civil española formó parte de la línea del frente durante el invierno de 1936 1937 y fue el punto por donde se rompió y permitió la entrada del ejército insurrecto al territorio fiel a la legalidad republicana.

Tellamendi o Belamendi visto desde el Anboto

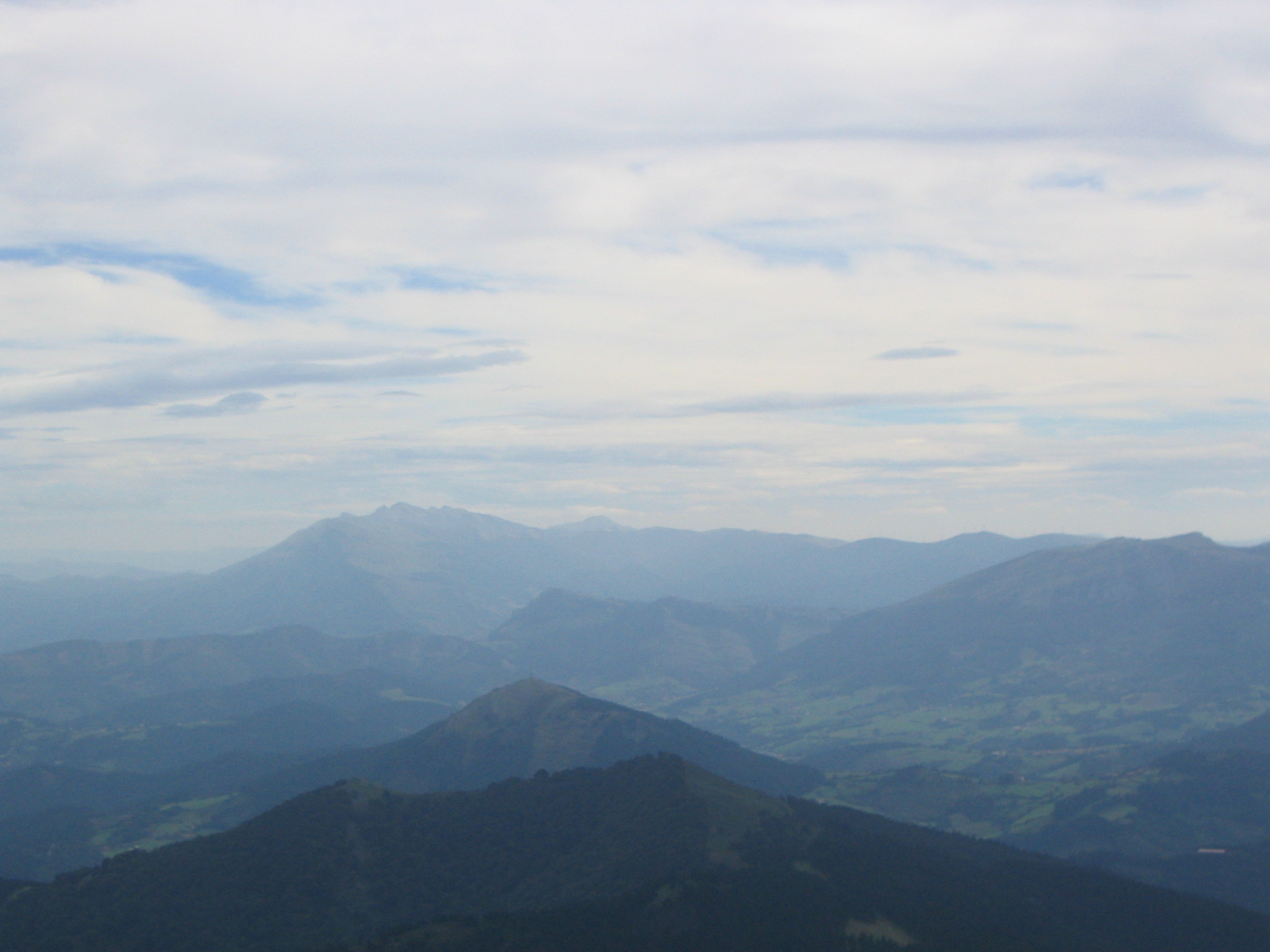
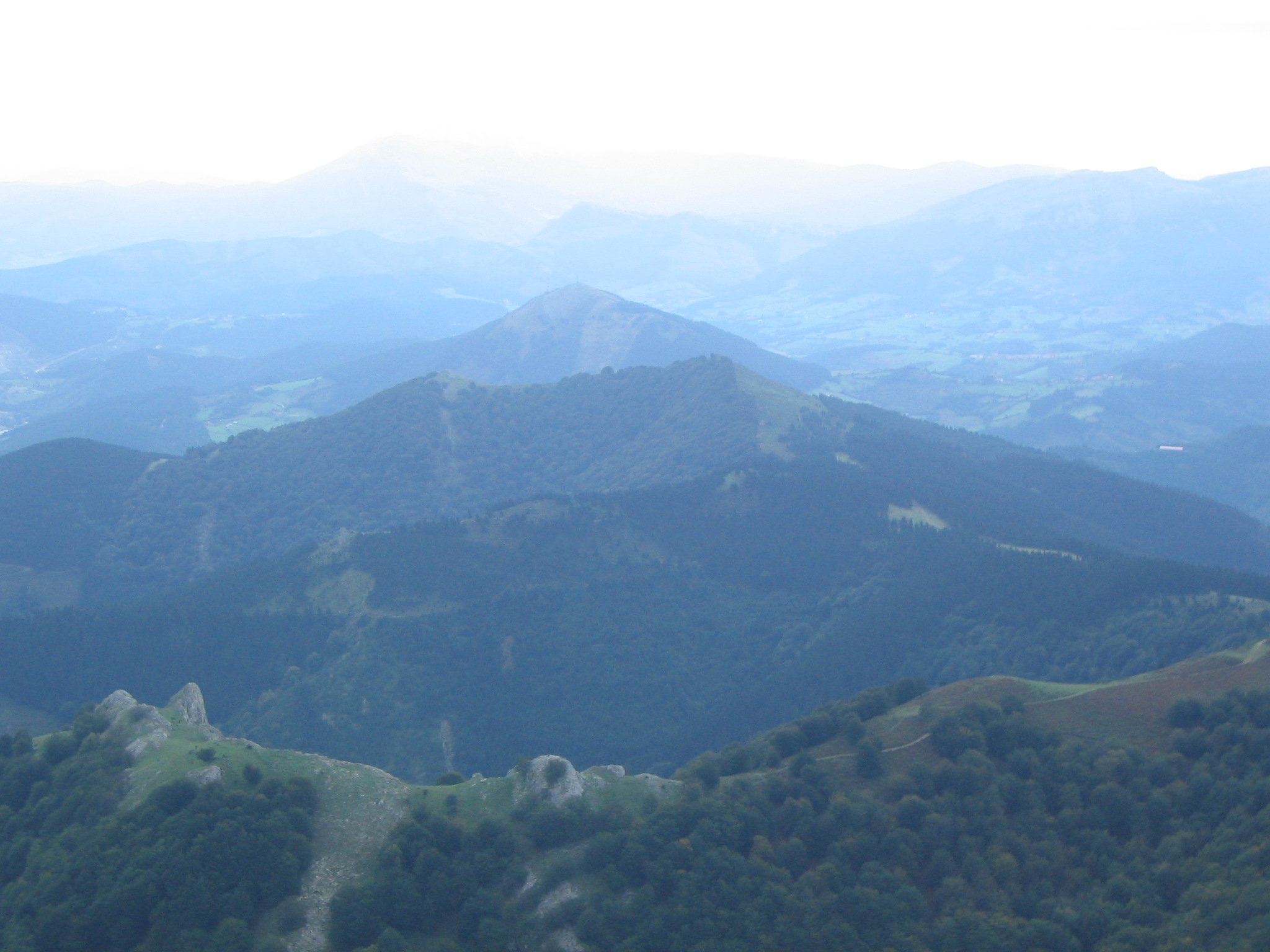
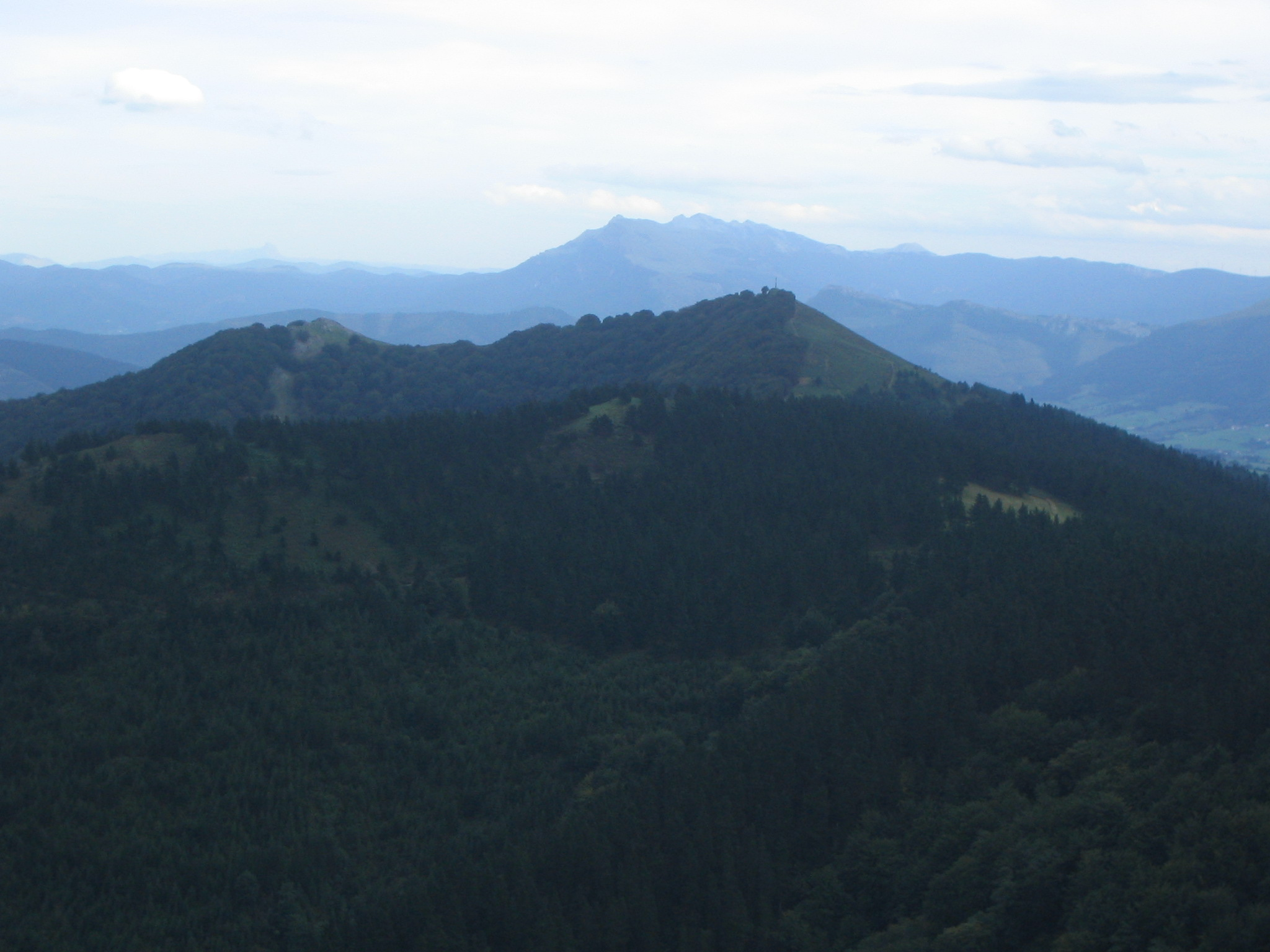

## Cruz
La cima está decorada con una gran cruz, que se podía ver desde el municipio Aramayona y los alrededores. La cruz original fue construida en unos meses, comenzando el 31 de julio de 1935. Cuando se terminó la construcción, fue transportada por bueyes desde granjas cercadas y situó en la cima el 15 de septiembre de 1935. La cruz fue inscrita con el siguiente pasaje: 

Belamendiko gurutz deuna

Aretxabaleta'n egin

eta Aramayotarak jasorikua

zabalzu egizu ibar onetan

gizarte pakea eta zoriona
La santa cruz de Belamendi

hecho en Aretxabaleta

y recibido por los aramayoneses

extiéndelo en buenos valles

paz social y felicidad.
Cruz de Tellamendi, 1935

La cruz evitó daños durante 50 años, en su mayoría sin daños por la guerra civil española y la República española, aunque en algún momento entre el establecimiento de la cruz y 1937 la inscripción resultó dañada. Finalmente no duró, ya que la Guardia Civil fue traída el 1 de enero de 1977 para encargarse de la eliminación de un explosivo de dinamita de 4 kilogramos junto a una bandera vasca. Se determinó que los explosivos no podían ser desarmados de manera segura y, por lo tanto, se detonó intencionalmente. La explosión arruinó la cruz, que molestó a muchos de los aramayoneses locales, que estaban orgullosos de la cruz. Organizaron protestas exigiendo la reconstrucción de la cruz. El 15 de marzo de 1977, se erigió una nueva cruz sobre las ruinas de la primera con una placa de inscripción adicional, agregada junto a la inscripción recuperada de la primera, que decía:

Lurgorrik jaso nindun

lerkariak irauli

berriz zutik nauzute

esker herriari

mendi tontor honetan

guztion zaindari
El deslizamiento de tierra que me recogió

me dio la vuelta

boca abajo de nuevo

gracias a la gente

en esta cima de la montaña

guardián de todos.
Cruz de Tellamendi, 1977

## Ascensos
Los caminos para llegar a la cumbre del Tellamendi parten desde diferentes lugares, unos desde el valle del Deba, otros desde el de Arrazola y otro desde Zabalandi.
- Desde Aramayona.

Partiendo de la ermita de Nuestra Señora de la Concepción de Ibabe subimos al collado Ipiztegarriaga (730m) y desde allí hasta el próximo collado de Amillondo (750 m) y de allí a la cumbre.
- Desde Santa Águeda (Mondragón).

Se trata de alcanzar el collado situado entre el Tellamendi y el Atxetarri (634 m) y de allí a la cumbre del Tellamendi.
- Desde Arrazola.

Al igual que desde Mondragón, se alcanza el mismo collado, que en este caso cierra el valle de Arrazola y de alí a la cumbre.
- Desde el Besaide.

Una vez en el Besaide, al cual se puede ascender de diferentes sitios, solo hay que seguir el cordal, por un buen camino que atrabiesa un bosque de hayas para alcanzar la cumbre.
Tiempos de accesos: 
- Aramayona(1h 15 m).
- Santa Águeda (1h 15 m).
- Anguiozar (2h 00 m)[2]

Fuente (rutas de ascenso):